# She Wolf (Falling to Pieces)
She Wolf (Falling to Pieces) è un singolo del DJ francese David Guetta, pubblicato il 21 agosto 2012 come primo estratto dalla ristampa del quinto album in studio Nothing but the Beat 2.0.

## Descrizione
Il singolo, pubblicato in download digitale, ha visto la collaborazione vocale della cantautrice australiana Sia.
Prima della sua pubblicazione ufficiale il 21 agosto 2012, un EP di remix della canzone, con contributi di Michael Calfan e Sandro Silva, è stato reso disponibile per un breve periodo esclusivamente tramite Beatport, il 7 agosto 2012. La pubblicazione ufficiale è seguita il 21 agosto 2012, prima che la traccia fosse stata pubblicata in forma di CD singolo e 12" in Germania il 24 agosto 2012. Il singolo è stato pubblicato nel Regno Unito il 10 settembre 2012, nella data di pubblicazione dell'album. Ha raggiunto l'8ª posizione nella Official Singles Chart.

## Video musicale
Il 21 settembre 2012 è stato caricato il lyric video del brano attraverso il canale ufficiale Vevo di David Guetta. Il 26 settembre 2012 è stato invece pubblicato un trailer del videoclip, il quale è uscito il 28 settembre 2012.
Esso inizia con l'immagine di una donna nuda, poi si passa a un lupo ferito che scappa da un gruppo di cacciatori umani. Durante il video viene mostrato che il lupo possiede poteri soprannaturali, riuscendo così a seminare gli inseguitori. Alla fine del video il lupo si trasforma nella donna mostrata all'inizio, con la ferita che gli era stata inferta quando era lupo, indicando infatti che è un licantropo.
Il video ha ottenuto la certificazione Vevo.

## Accoglienza
| Recensione  | Giudizio |
| ----------- | -------- |
| Digital Spy |          |

Robert Copsey di Digital Spy ha dato alla canzone una recensione positiva: 

## Tracce
Download digitale (Europa, Stati Uniti)
1. She Wolf (Falling to Pieces) – 3:30

Download digitale - EP
1. She Wolf (Falling to Pieces) (Michael Calfan Remix) – 6:00
2. She Wolf (Falling to Pieces) (Sandro Silva Remix) – 4:47
3. She Wolf (Falling to Pieces) (Extended Mix) – 4:59

CD singolo (Europa / Regno Unito)
1. She Wolf (Falling to Pieces) (Michael Calfan Remix) – 6:00
2. She Wolf (Falling to Pieces) (Sandro Silva Remix) – 4:47
3. She Wolf (Falling to Pieces) (Extended Mix) – 4:59
4. She Wolf (Falling to Pieces) (Album Version) – 3:42

12" (Europa)
1. She Wolf (Falling to Pieces) (Michael Calfan Remix) – 6:00
2. She Wolf (Falling to Pieces) (Extended Mix) – 4:59
3. She Wolf (Falling to Pieces) (Sandro Silva Remix) – 4:47

## Classifiche

### Classifiche settimanali
| Classifica (2012)            | Posizione massima |
| ---------------------------- | ----------------- |
| Australia                    | 11                |
| Austria                      | 3                 |
| Belgio (Fiandre)             | 7                 |
| Belgio (Vallonia)            | 5                 |
| Canada                       | 35                |
| Danimarca                    | 7                 |
| Finlandia                    | 5                 |
| Francia                      | 4                 |
| Germania                     | 3                 |
| Irlanda                      | 6                 |
| Israele                      | 2                 |
| Italia                       | 6                 |
| Norvegia                     | 4                 |
| Nuova Zelanda                | 19                |
| Paesi Bassi                  | 6                 |
| Regno Unito                  | 8                 |
| Regno Unito (dance)          | 1                 |
| Scozia                       | 4                 |
| Slovacchia                   | 27                |
| Spagna                       | 13                |
| Stati Uniti (hot dance club) | 6                 |
| Svezia                       | 6                 |
| Svizzera                     | 4                 |
| Ungheria (dance)             | 21                |

### Classifiche di fine anno
| Classifica (2012) | Posizione |
| ----------------- | --------- |
| Australia         | 58        |
| Austria           | 34        |
| Belgio (Fiandre)  | 48        |
| Belgio (Vallonia) | 38        |
| Francia           | 31        |
| Paesi Bassi       | 45        |
| Regno Unito       | 91        |
| Svezia            | 32        |

## Date di pubblicazione
| Paese                 | Data di pubblicazione | Formato           | Etichetta |
| --------------------- | --------------------- | ----------------- | --------- |
| Francia               | 21 agosto 2012        | Download digitale | EMI       |
| Norvegia              | 21 agosto 2012        | Download digitale | EMI       |
| Stati Uniti d'America | 21 agosto 2012        | Download digitale | EMI       |
| Germania<             | 24 agosto 2012        | CD, 12"           | EMI       |
| Francia               | 3 settembre 2012      | CD, 12"           | EMI       |
| Italia                | 9 settembre 2012      | CD, 12"           | EMI       |
| Regno Unito           | 10 settembre 2012     | CD, 12"           | EMI       |